# Ministère de la Protection de l'environnement et de l'Agriculture
Le ministère de la Protection de l'environnement et de l'Agriculture de Géorgie (en géorgien :  საქართველოს გარემოს დაცვისა და სოფლის მეურნეობის სამინისტრო) est un organisme gouvernemental au sein du Cabinet géorgien chargé de la réglementation de l'activité économique du secteur agricole du pays et de la protection de l'environnement afin d'accroître la capacité de production du secteur. Le ministère est dirigé par Gigla Agulachvili.

## Structure
Le ministère est dirigé par un ministre, un premier sous-ministre et deux sous-ministres. Il est subdivisé en Inspection générale, Unité de gestion de la sécurité des denrées alimentaires et de l'analyse des risques, Département de la coopération avec les organisations internationales et de la gestion de projets, qui négligent les divisions développement rural, règles régionales, questions juridiques, etc. En décembre 2017, le ministère de l'Environnement et de la Protection des ressources naturelles a été supprimé et intégré à celui de l'agriculture, renommé ministère de la Protection de l'environnement et de l'Agriculture de Géorgie. 